# Дмитриевка (Иссинский район)
Дмитриевка — село в Иссинском районе Пензенской области, входит в состав Соловецкого сельсовета.

## География
Расположено на берегу реки Исса в 13 км на запад от центра сельсовета села Соловцово и в 10 км на юго-восток от райцентра посёлка Исса.

## История
Основано в первой половине XIX века. С 1860-х гг. – в составе Трехсвятской волости Инсарского уезда Пензенской губернии. В 1864–1877 гг. имелись церковь, свеклосахарный завод. Однако в 1894 г. показана в приходе Духосошествинской церкви с. Сипягино. В 1896, 1911 гг. – деревня в составе Костыляйской волости Инсарского уезда. В 1896 г. – 107 дворов.
С 1928 года село являлось центром Дмитриевского сельсовета Иссинского района Пензенского округа Средне-Волжской области (с 1939 года — в составе Пензенской области). В 1955 г. – центральная усадьба колхоза имени Кирова. В 1980-е гг. – центральная усадьба совхоза «Дмитриевский». Законом Пензенской области от 22.12.2010 г. Дмитриевский сельсовет был упразднен, с передачей его территории Соловецкому сельсовету.

## Население
| 1864 | 1877 | 1897 | 1926 | 1930 | 1959 | 1979 |
| ---- | ---- | ---- | ---- | ---- | ---- | ---- |
| 480  | ↗569 | ↗639 | ↗888 | ↘605 | ↘246 | ↗249 |
| 1989 | 1996 | 2002 | 2010 |      |      |      |
| ↗279 | ↗310 | ↘272 | ↘233 |      |      |      |